# Taschenwörterbuch
Das Taschenwörterbuch ist ein Wörterbuch, das seine Bezeichnung ursprünglich von der Konzeption erhielt, praktisch in einer Tasche mitgeführt werden zu können. Es ist deswegen zwar im Format reduziert, bietet jedoch durch äußerst komprimierte Darstellung (beispielsweise viele Abkürzungen, kleiner Schriftgrad, Dünndruckpapier) ein Höchstmaß an Informationen. Eine Reihe von Taschenwörterbüchern sind im Zuge erweiterter Neuauflagen zu einem Umfang angewachsen, der die ursprüngliche Konzeption der Mobilität sprengt. Die Bezeichnung wird in diesen Fällen dennoch aus Gründen des Marketings beibehalten.
Der Gegensatz zum Taschenwörterbuch ist das Handwörterbuch, das wesentlich größeren Umfang annimmt. Besonders bei Übersetzungswörterbüchern bieten die Verlage zum kompakten Taschenwörterbuch häufig noch ein ausführliches Handwörterbuch an.
Anders als die Bezeichnung Handwörterbuch wird die Bezeichnung Taschenwörterbuch ganz überwiegend für Sprachwörterbücher und nur sehr selten für Sachwörterbücher verwendet.

## Beispiele
- Lexer, Matthias: Mittelhochdeutsches Taschenwörterbuch Mit den Nachträgen von Ulrich Pretzel. Stuttgart: Hirzel. - 39. Auflage 2006 (500 S.)
- Langenscheidt-Taschenwörterbuch Englisch : englisch-deutsch, deutsch-englisch. Berlin: Langenscheidt 2005 (1.440 S.)
- Springer-Taschenwörterbuch Medizin : 29000 Fachbegriffe auf über 600 Seiten, Bedeutung, neue Rechtschreibung mit Alternativen. Berlin: Springer. – 2., vollständig überarbeitete und erweiterte Auflage 2005 (600 S.)
- Strauch, Bernd: Dialekt in Mittelhessen: Oberhessisches Taschenwörterbuch. Gießen: Strauch 2005 (128 S.)
- Dressler, Stephan: HIV/AIDS Taschenlexikon. Berlin: Selbstverlag, 2008 (VI, 161 S.) Volltext kostenlos auf AIDSfinder
- Glass, Günter: Taschenwörterbuch Maschinenbau & Elektrotechnik : deutsch-englisch. Ismaning: Hueber, 2003 (195 S.)
- Lister, Ronald u. a.: Englisch - Deutsch : Taschenwörterbuch Recht. Ismaning: Hueber, 2002 (272 S.)
- Reuter, Peter u. a.: Pocket dictionary of medicine : English - German, Englisch - Deutsch ; Deutsch - Englisch, German – English. Stuttgart: Thieme. – 2. Auflage 2002 (975 S.)
- Glass, Günter: Englisch - Deutsch : Taschenwörterbuch Informationstechnologie. Ismaning: Hueber, 2002 (226 S.)
- Eichborn, Reinhart von: Der kleine Eichborn : Taschenwörterbuch der Wirtschaftssprache. Burscheid: Siebenpunkt Verlag 1975 (2 Bände; 597 und 649 S.). – 5., vollständig überarbeitete und erweiterte Auflage 2002 (2 Bände; 1136 und 1217 S.)
- Freeman, Henry G.: Taschenwörterbuch Kraftfahrzeugtechnik : deutsch, englisch. Ismaning: Hueber. – 7. Auflage 1995 (377 S.)
- Cole, Theodor C.H.: Taschenwörterbuch der Zoologie : deutsch - englisch, english – german. Stuttgart: Thieme, 1995 (261 S.)